# Velvyslanectví České republiky ve Stockholmu
Velvyslanectví České republiky ve Stockholmu (švédsky Tjeckiens ambassad i Stockholm) je nejvyšším diplomatickým zastoupením České republiky ve Švédsku. Nachází se v domě na adrese Villagatan 21 ve Villastadenu, v centrální části Stockholmu. Od roku 2021 vykonává funkci ambasadorky Anita Grmelová.

## Historie
České velvyslanectví ve Švédsku vzniklo po rozdělení Československa datem 1. ledna 1993. Nejprve využívalo původí zdejší rozsáhlejší budovu československé ambasády, roku 1998 se pak přestěhovalo do stávající, proporčně menší budovy.
Roku 2021 se funkce velvyslankyně ujala Anita Grmelová, její mandát by měl vypršet roku 2026.

## Stavba
Budova byla postavena v roce 1880 jako třírodinná vila podle nákresů architektů Axela a Hjalmara Kumlienových. Svůj současný exteriér pak získala v letech 1917 až 1919, kdy byla přeměněna na soukromou rezidenci Johana Mannerheima podle plánů architekta Isaka Gustafa Clasona.
Sídlo velvyslance se nachází na adrese Strandvägen 1 ve čtvrti Djursholm.

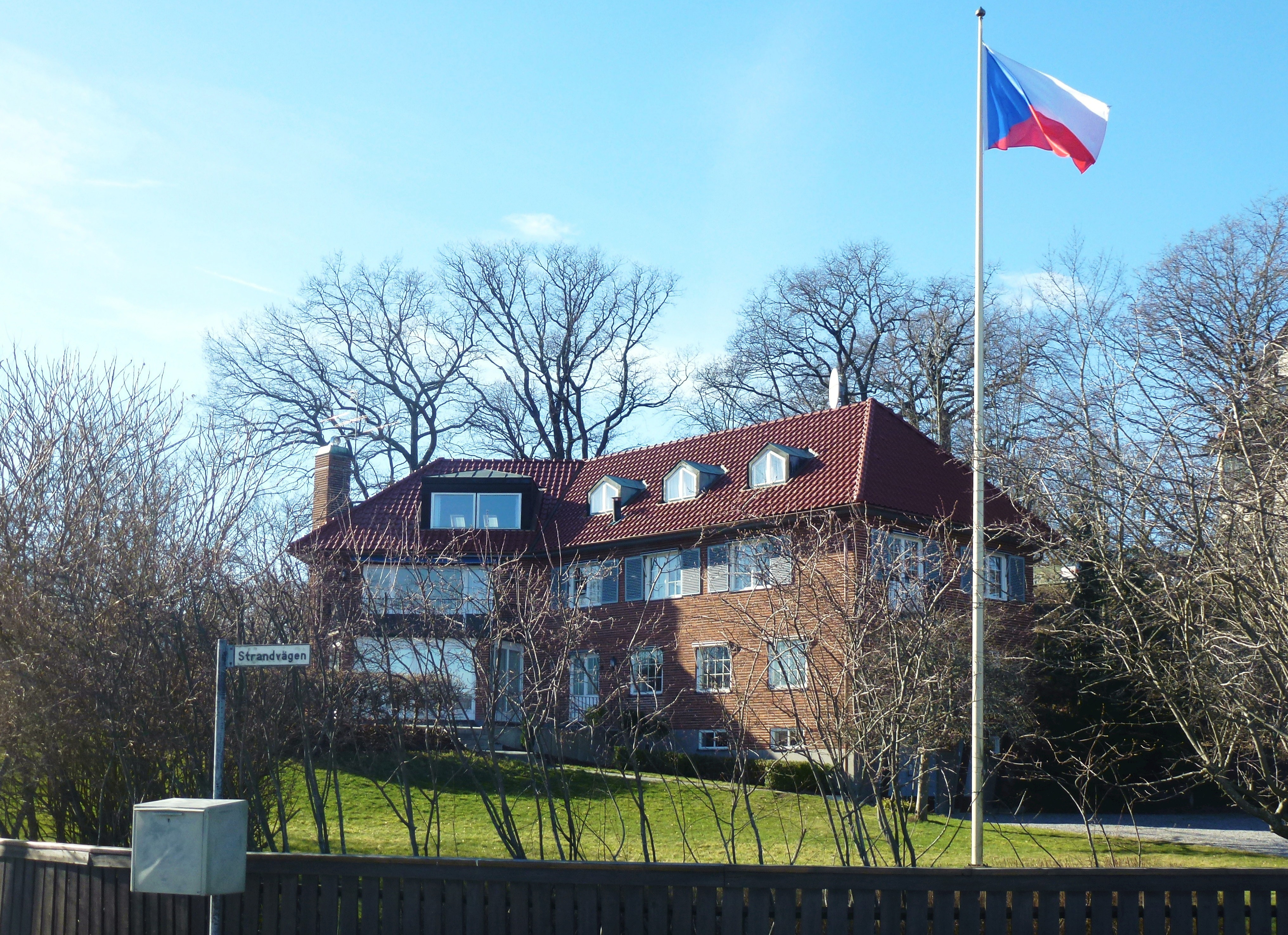
Velvyslanecká rezidence v Djursholmu.

## Vedoucí misí
- Jan Kára (2007–2011)
- Jana Hynková (2011–2016)
- Jiří Šitler (2016–2021)
- Anita Grmelová (2021–?)